# Слабашевич, Артур Васильевич
Артур Васильевич Слабашевич (бел. Артур Васілевіч Слабашэвіч; род. 9 февраля 1989, Минск) — белорусский футболист, защитник.

## Клубная карьера
Начинал карьеру в минском клубе «Звезда-БГУ». В сезоне 2007 закрепился в основном составе клуба.
В феврале 2008 года стало игроком чешского клуба «Баник» (Мост). Вернулся в Белоруссию летом 2010 года, став выступать за речицкий «Ведрич-97», а позже вернулся в «Звезду-БГУ».
Летом 2011 года вместе с партнерами по команде Павлом Гречишко, Ярославом Шкурко и Денисом Трапашко перешёл в клуб «Смолевичи», который возглавил известный белорусский тренер Юрий Пунтус. На следующий год вместе с этим клубом одержал победу во Второй лиге. В сезоне 2013 выступал с «Смолевичи-СТИ» в Первой лиге. По окончании сезона находился на просмотре в брестском «Динамо», но в итоге в марте 2014 года перешёл в «Ислочь».
С января 2015 года находился на просмотре в мозырьской «Славии», которую на тот момент возглавлял Пунтус. В результате в марте подписал контракт с клубом. В составе «Славии» закрепился на позиции левого защитника.
В феврале 2016 года прибыл в расположение клуба «Витебск», а в марте подписал контракт. Начал сезон в качестве основного защитника, но затем потерял место в команде. В июле 2016 года он расторг контракт с «Витебском» и вскоре снова стал игроком «Ислочи». В новом клубе ему удалось закрепиться в основе, обычно играя на позиции левого защитника, но иногда его использовали в полузащите. В январе 2017 года продлил контракт с клубом. В апреле 2017 года играл за дубль, но быстро вернулся в основной состав.
В январе 2019 года продлил контракт с «Ислочью», но в новом сезоне стал меньше получать время на поле и чаще выходил на замену в конце матча. В июле того же года его контракт с клубом был расторгнут , и вскоре он стал игроком гродненского «Немана». В составе гродненской команды часто играл в стартовом составе. В январе 2021 года покинул клуб.
В феврале 2021 года начал тренироваться с брестским «Динамо» и вскоре подписал с клубом контракт.
В марте 2022 года проходил просмотр в «Белшине», а позже подписал полноценный контракт. В мае 2023 года по решению контрольно-дисциплинарного комитета АБФФ был оштрафован за участие в договорных матчах и получил шестимесячную дисквалификацию в случае неуплаты штрафа.

## Достижения
- Победитель Второй лиги Белоруссии: 2012

## Статистика выступлений
| Сезон    | Дивизион | Клуб           | Матчи | Голы |
| -------- | -------- | -------------- | ----- | ---- |
| 2005     | дубль    | Звезда-БГУ     | 1     | 0    |
| 2006     | Д2       | Звезда-БГУ     | 4     | 0    |
| 2007     | Д2       | Звезда-БГУ     | 26    | 1    |
| 2010 (2) | Д2       | Ведрич-97      | 10    | 3    |
| 2011 (1) | Д3       | Звезда-БГУ     | 15    | 4    |
| 2011 (2) | Д3       | Смолевичи      | 15    | 3    |
| 2012     | Д3       | Смолевичи-СТИ  | 33    | 2    |
| 2013     | Д2       | Смолевичи-СТИ  | 26    | 0    |
| 2014     | Д2       | Ислочь         | 17    | 1    |
| 2015     | Д1       | Славия-Мозырь  | 23    | 0    |
| 2016 (1) | Д1       | Витебск        | 13    | 0    |
| 2016 (2) | Д1       | Ислочь         | 14    | 0    |
| 2017     | Д1       | Ислочь         | 20    | 2    |
| 2018     | Д1       | Ислочь         | 27    | 2    |
| 2019 (1) | Д1       | Ислочь         | 8     | 0    |
| 2019     | Д1       | Неман          | 14    | 0    |
| 2020     | Д1       | Неман          | 24    | 0    |
| 2021     | Д1       | Динамо (Брест) | 27    | 0    |